# Де ла Торре, Хосе Мануэль
Хосе Мануэль «Чепо» де ла Торре Менчака, (исп. José Manuel de la Torre Menchaca; род. 13 ноября 1965, Гвадалахара) — мексиканский тренер, в прошлом известный атакующий полузащитник. С 2010 года по 2013 год — главный тренер сборной Мексики.

## Биография

### Карьера футболиста
Чепо, воспитанник «Гвадалахары», был ключевым игроком во всех своих клубах. С родной командой Хосе в 1986 году выиграл чемпионат. Затем он провёл один хороший сезон в испанском «Реал Овьедо», отыграв 32 матча и забив восемь мячей. Чепо также играл в «Пуэбле», «Крус Асуле», «УАНЛ Тигрес» и «Некаксе», но, безусловно, именно «Гвадалахара» была пиком его карьеры. Хосе вызывался в сборную Мексики, но так и не сыграл на чемпионатах мира.

### Тренерская карьера
После окончания карьеры он стал тренировать «Гвадалахару». Чепо привёл команду к одиннадцатому чемпионству клуба, став самым молодым тренером десятилетия, выигравшим чемпионат Мексики. В середине 2008 года Хосе стал главным тренером «Толуки», дважды выиграв чемпионат за время, проведённое в этом клубе.
18 октября 2010 года было объявлено, что Чепо станет рулевым сборной Мексики по окончании чемпионата страны. Де ла Торре дебютировал в качестве главного тренера сборной Мексики 9 февраля 2011 года в товарищеском матче со сборной Боснии и Герцеговины. Его команда выиграла со счётом 2:0. На своём первом турнире в качестве главного тренера, Золотом кубке КОНКАКАФ-2011, его подопечные выиграли все матчи, обыграв в финале сборную США со счётом 4-2. Первое поражения его команде нанесла сборная Бразилии. То был товарищеский матч, и подопечные де ла Торре уступили со счётом 2:1. После игры со сборной Сербии статистика тренера такова: 16 матчей, 11 побед, 4 ничьих и одно поражение.

### Личная жизнь
Двоюродным братом Хосе Мануэля является другой известный футболист и тренер Эдуардо де ла Торре (род. 1962). Вместе они выступали за «Гвадалахару» в 1980-е годы. В отличие от Хосе, Эдуардо (по прозвищу Яйо) провёл почти всю карьеру игрока в «Гвадалахаре» (1982—1993), за исключением одного сезона в «Керетаро». В 2003 году Эдуардо также возглавлял «Гвадалахару» в качестве главного тренера. С 2011 года Эдуардо де ла Торре являлся помощником Чепо в сборной Мексики.
Хосе Мануэль — племянник Хавьера де ла Торре (1923—2006), отца Эдуардо. Хавьер де ла Торре выступал за «Гвадалахару» с 1943 по 1956 год и выиграл с командой три чемпионата Мексики. Выдающихся результатов Хавьер добился в качестве тренера. С «Гвадалахарой» он выиграл 5 чемпионатов Мексики (1961, 1962, 1964, 1965, 1970), 2 Кубка Мексики (1963, 1970), 4 Суперкубка Мексики (1961, 1964, 1965, 1970), Кубок чемпионов КОНКАКАФ (1962).

## Достижения

### Как игрок
«Гвадалахара»
- Чемпион Мексики (1): 1986

### Как главный тренер
«Гвадалахара»
- Чемпион Мексики (1): Ап. 2006

 «Толука»
- Чемпион Мексики (2): Ап. 2008, Бис. 2010

 «Сборная Мексики»
- Обладатель Золотого кубка КОНКАКАФ (1): 2011